# Maxime Hardy
Maxime Hardy né le 17 novembre 1987 est un homme politique belge membre du PS. Il est le fils de Pierre Hardy.

## Biographie

### Parcours scolaire et professionnel
Maxime Hardy est titulaire d'une maîtrise en sciences de gestion de l'Université de Mons et d'un master en sciences du travail de l'ULB. 
Après ses études, il est devenu conseiller économique au cabinet du Premier ministre Elio Di Rupo. Lorsque Di Rupo était président du PS de 2014 à 2019, il était son porte-parole. 
Après l’élection de Paul Magnette à la tête du PS, il continue à officier comme conseiller en communication du PS, chargé de la communication sur les réseaux sociaux. 
En outre, il a participé en tant que mannequin à divers défilés de mode de la maison de couture Prada.

### Parcours politique
Depuis décembre 2018, il siège au conseil communal de Charleroi. 
En janvier 2020, étant candidat suppléant sur la liste PS dans la circonscription de Charleroi-Thuin aux élections régionales belges de 2019, et à la suite du décès de Philippe Blanchart, Maxime Hardy est également devenu membre du Parlement wallon et du Parlement de la Communauté française.
Son père, Pierre Hardy a également siégé au Parlement wallon.
Depuis le 22 mai 2023, il est désormais Échevin à la Ville de Charleroi en charge des compétences suivantes : Finances, Tourisme, Patrimoine et Accueil de la Petite Enfance. Mandat pour lequel il a dû démissionner de son poste de Député de la Région wallonne ainsi que de la Fédération Wallonie-Bruxelles.

## Mandats politiques
- Depuis le 05/12/2018 : Conseiller communal à Charleroi ;

- Depuis le 08/01/2020 : Député au Parlement wallon ;

- Depuis le 15/01/2020  : Député de la Fédération Wallonie Bruxelles ;
- Depuis le 22/05/2023 : Échevin des finances, du tourisme, du patrimoine et de l’accueil de la Petite Enfance à Charleroi.